# Пршеши
Пршеши су насељено мјесто у општини Ново Горажде, Република Српска, БиХ. Према попису становништва из 1991. у насељу је живјело 26 становника.

## Становништво
| Демографија | Демографија | Демографија |
| Година      | Становника  | Становника  |
| ----------- | ----------- | ----------- |
| 1961.       | 78          |             |
| 1971.       | 80          |             |
| 1981.       | 55          |             |
| 1991.       | 26          |             |